# Dębianki (powiat radziejowski)
Dębianki – wieś w Polsce położona w województwie kujawsko-pomorskim, w powiecie radziejowskim, w gminie Topólka.

## Podział administracyjny
W latach 1975–1998 miejscowość administracyjnie należała do województwa włocławskiego.

## Demografia
Według Narodowego Spisu Powszechnego (III 2011 r.) liczyła 239 mieszkańców. Jest szóstą co do wielkości miejscowością gminy Topólka.